# Ескулетин
Ескулетин (англ. Aesculetin; також відомий як 6,7-дигідроксикумарин та цихоригенін) — похідний кумарину, природний лактон, що виникає при внутрішньомолекулярній циклізації похідного коричної кислоти.
Присутній у цикорії та багатьох токсичних та лікарських рослинах у формі глікозидів та кон'югатів кавової кислоти.
Сполука використовується в деяких сонцезахисних кремах, але є дані, що вона діє як фотосенсибілізатор для пошкодження ДНК. Натрієва сіль метилового похідного ескулетину використовується в дерматології для лікування варикозу.
Ескулетин — синя флуоресцентна сполука, що міститься в рослинах. Ескулін, глюкозид ескулетину, флуоресціює під ультрафіолетовим світлом з довгими хвилями (360 нм). Гідроліз ескуліну призводить до втрати цієї флуоресценції. Ескулетин має здатність гасити внутрішню флуоресценцію бичачого сироваткового альбуміну.
Ескулетин може трансформуватися у скополетин (7-гідрокси-6-метоксикумарин) та ізоскополетин (6-гідрокси-7-метоксикумарин) шляхом інкубації з катехолом-O-метилтрансферазою у печінці щурів.
Ескулетин може бути синтезований конденсацією триацетату гідроксігідрохінону з малоновою кислотою в концентрованій сірчаній кислоти .